# Liste von Musiklabels/C

## C
| Name Musiklabel                                 | Land                   | Sitz                             | Gründer                                                                                           | Jahr-Von            | Jahr-Bis            | Labelcode | Website | Mutterlabel                                                                           | Details |
| ----------------------------------------------- | ---------------------- | -------------------------------- | ------------------------------------------------------------------------------------------------- | ------------------- | ------------------- | --------- | ------- | ------------------------------------------------------------------------------------- | --- |
| C. G. Recording Corporation                     | Vereinigte Staaten     |                                  | John Clifford „Cliff“ Garrett                                                                     |                     |                     |           |         |                                                                                       | |
| C.I.A. Records                                  | Vereinigtes Königreich |                                  | Jason Greenhalgh und Paul Smith                                                                   | 1997                |                     |           |         |                                                                                       | |
| C/Z Records                                     | Vereinigte Staaten     |                                  |                                                                                                   | 1985                | 2001                |           |         |                                                                                       | |
| C12 Records                                     | Vereinigte Staaten     |                                  | Brandon Friesen                                                                                   |                     |                     |           |         |                                                                                       | |
| Cadence Jazz Records                            | Vereinigte Staaten     |                                  | Bob Rusch                                                                                         | 1980                |                     |           |         |                                                                                       | |
| Cadence Records                                 | Vereinigte Staaten     |                                  | Archie Bleyer                                                                                     | 1952                |                     |           |         |                                                                                       | |
| Cadet Records                                   | Vereinigte Staaten     |                                  |                                                                                                   |                     |                     |           |         |                                                                                       | |
| Cadillac Records                                | Vereinigtes Königreich |                                  | John Jack                                                                                         | 1973                |                     |           | Website |                                                                                       | |
| Caedmon Audio                                   | Vereinigte Staaten     |                                  | Barbara Holdridge, Marianne Roney                                                                 | 1952                |                     |           |         |                                                                                       | |
| Caff Records                                    | Vereinigtes Königreich |                                  | Bob Stanley                                                                                       | 1989                | 1992                |           |         |                                                                                       | |
| Calabash Music                                  | Vereinigte Staaten     |                                  | Brad Powell                                                                                       | 2001                |                     |           |         |                                                                                       | |
| Caldo Verde Records                             | Vereinigte Staaten     |                                  | Mark Kozelek                                                                                      | 2005                |                     |           |         |                                                                                       | |
| CAM Jazz                                        | Italien                |                                  | Gebrüder Campi                                                                                    | 1959                |                     |           |         | CAM Records                                                                           | |
| CAM Entertainment                               | Japan                  |                                  | Cyber Agent                                                                                       | 2008                |                     |           |         | Cyber Agent Inc.                                                                      | |
| CAM Records                                     | Italien                |                                  |                                                                                                   |                     |                     |           |         |                                                                                       | |
| Camcor Records                                  | Irland                 |                                  | Mundy                                                                                             | 2000                |                     |           |         |                                                                                       | |
| Cameo Records                                   | Vereinigte Staaten     |                                  |                                                                                                   | 1922                | 1930                |           |         | American Record Corporation                                                           | Wurde 1928 von Pathé Records übernommen und so Mitglied der American Record Corporation. Bis 1930 wurden unter dem Namen Cameo weiterhin Platten veröffentlicht.                                  |
| Cameo-Kid                                       | Vereinigte Staaten     |                                  |                                                                                                   | 1920er Jahre        | Erloschen           |           |         | Cameo Records                                                                         | |
| Cameo-Parkway                                   | Vereinigte Staaten     |                                  | Bernie Lowe und Kal Mann                                                                          | 1956                | 1969                |           |         |                                                                                       | Wurde 1969 von ABKCO Records übernommen. |
| Camino Records                                  | Vereinigtes Königreich |                                  | Steve Hackett                                                                                     |                     |                     |           |         |                                                                                       | |
| Camp Records                                    | Vereinigte Staaten     |                                  |                                                                                                   | 1960er Jahre        |                     |           |         |                                                                                       | |
| Canaan Records                                  | Vereinigte Staaten     |                                  | Marvin Norcross                                                                                   | 1965                |                     |           |         |                                                                                       | |
| Canadian-American Records                       | Vereinigte Staaten     |                                  | Leonard Zimmer                                                                                    | 1957                |                     |           |         |                                                                                       | |
| Candid Records                                  | Vereinigtes Königreich |                                  | Archie Bleyer                                                                                     | 1960                |                     |           |         |                                                                                       | |
| Candle Records                                  | Australien             |                                  | Chris Crouch                                                                                      | 1994                |                     |           |         |                                                                                       | |
| Candlelight Records                             | Vereinigtes Königreich |                                  | Lee Barrett                                                                                       | 1993                |                     |           |         | Universal Music Group                                                                 | |
| Candy Ass Records                               | Vereinigte Staaten     |                                  | Jody Bleyle                                                                                       |                     |                     |           |         |                                                                                       | |
| CandyRat Records                                | Vereinigte Staaten     |                                  | Rob Poland                                                                                        | 2005                |                     |           |         |                                                                                       | |
| Canis Records                                   | Österreich             | Wien                             | Chris Canis, Michael Sobotka                                                                      | 2016                |                     |           | Website |                                                                                       | |
| Cantaloupe Music                                | Vereinigte Staaten     |                                  | Michael Gordon, David Lang, Julia Wolfe und Kenny Savelson                                        | 2001                |                     |           |         |                                                                                       | |
| Canti Eretici Productions                       | Italien                |                                  |                                                                                                   | 2022                |                     |           |         |                                                                                       | |
| Cantora Records                                 | Vereinigte Staaten     |                                  | Will Griggs, Jesse Israel und Nick Panama                                                         | 2005                |                     |           |         |                                                                                       | |
| Cap-Music                                       | Deutschland            |                                  | Andreas Claus                                                                                     |                     |                     | LC 06860  |         | Andreas Claus e.K.                                                                    | |
| Capitol Hill Music                              | Kanada                 | Toronto                          | Saukrates Chase Parsons                                                                           | Ende 1990er Jahre   |                     |           |         |                                                                                       | |
| Capitol Music Group                             | Vereinigte Staaten     | Los Angeles                      |                                                                                                   | 2007                |                     |           |         | Universal Music Group                                                                 | Das Label entstand aus dem Merger von Capitol Records und Virgin Records America |
| Capitol Records                                 | Vereinigte Staaten     |                                  | Johnny Mercer                                                                                     | 1942                |                     |           |         | Universal Music Group                                                                 | |
| Capricorn Records                               | Vereinigte Staaten     |                                  | Phil Walden, Alan Walden, Frank Fenter                                                            | 1969                |                     |           |         |                                                                                       | |
| Captain Oi! Records                             | Vereinigtes Königreich |                                  | High Wycombe                                                                                      | 1993                |                     |           |         |                                                                                       | |
| Captains of Industry                            | Vereinigtes Königreich | Durham                           |                                                                                                   |                     | 2008                |           |         |                                                                                       | |
| Captivity Records                               | Vereinigte Staaten     | Chicago                          |                                                                                                   |                     |                     |           |         |                                                                                       | |
| Caravan of Dreams Productions                   | Vereinigte Staaten     | Fort Worth                       | Kathelin Hoffman                                                                                  | 1983                | 1990                |           |         |                                                                                       | |
| Carbon Copy Media                               | Vereinigte Staaten     |                                  | JT Woodruff und Mark Daily                                                                        | 2006                |                     |           |         |                                                                                       | |
| Cardinal Records (1920s)                        | Vereinigte Staaten     |                                  |                                                                                                   |                     |                     |           |         |                                                                                       | |
| Cardinal Records (1950s)                        | Vereinigte Staaten     |                                  |                                                                                                   |                     |                     |           |         |                                                                                       | |
| Cardinal Records (1964)                         | Belgien                |                                  |                                                                                                   |                     |                     |           |         |                                                                                       | |
| Cargo Edition                                   | Deutschland            |                                  | Matthias Tanzmann                                                                                 | 2006                |                     | LC 15140  |         | Moon Harbour Recordings                                                               | |
| Cargo Music                                     | Vereinigte Staaten     | San Diego                        | Eric Goodis, Randy Boyd und Phillip Hill                                                          | 1989                |                     |           |         |                                                                                       | |
| Cargo Records (Canada)                          | Kanada                 |                                  |                                                                                                   |                     |                     |           |         |                                                                                       | |
| Cargo Records                                   | Vereinigtes Königreich |                                  |                                                                                                   | 1992                |                     |           |         |                                                                                       | |
| Caribou Records                                 | Vereinigte Staaten     |                                  | James William Guercio                                                                             | Anfang 1970er Jahre |                     |           |         |                                                                                       | |
| Carisch (Label)                                 | Italien                | Mailand                          | G.A. Carisc                                                                                       | 1987                | 1989                |           |         |                                                                                       | |
| Carl Lindstrom Company                          | Deutschland            |                                  | Carl Lindström                                                                                    | 1893                | 1926                |           |         |                                                                                       | |
| Carlton Record Corporation                      | Vereinigte Staaten     |                                  | Joe Carlton                                                                                       | 1958                | 1961                |           |         |                                                                                       | |
| Carnival Records                                | Vereinigte Staaten     |                                  | John Wanamaker                                                                                    |                     |                     |           |         |                                                                                       | |
| Carnival Records (1961-1962)                    | Vereinigte Staaten     |                                  | Jerry Moss und Herb Alpert                                                                        | 1961                | 1962                |           |         |                                                                                       | |
| Carnival Records (1962-1983)                    | Vereinigte Staaten     | Newark                           | Joe Evans                                                                                         | 1962                | 1983                |           |         |                                                                                       | |
| Caroline Distribution                           | Vereinigte Staaten     |                                  | Virgin Records                                                                                    | 1983                |                     |           |         | Universal Music Group (2013–present)                                                  | |
| Caroline Records                                | Vereinigtes Königreich | London                           | Richard Branson                                                                                   | 1973                |                     |           |         | Universal Music Group                                                                 | |
| Carpark Records                                 | Vereinigte Staaten     | Washington, D.C.                 |                                                                                                   | 1999                |                     |           |         |                                                                                       | |
| Carpe Diem Records                              | Deutschland            |                                  | Thomas Görne                                                                                      | 1995                |                     |           |         |                                                                                       | |
| Carus-Verlag                                    | Deutschland            |                                  | Johannes Graulich, Waltraud Graulich                                                              | 1972                |                     |           |         |                                                                                       | |
| Casablanca KidWorks                             | Vereinigte Staaten     |                                  | Lewis Merenstein                                                                                  | 1979                |                     |           |         | Casablanca Record & FilmWorks                                                         | |
| Casablanca Records                              | Vereinigte Staaten     |                                  | Neil Bogart                                                                                       | 1973                |                     |           |         |                                                                                       | |
| Casablanca West                                 | Vereinigte Staaten     |                                  | Neil Bogart und Snuff Garrett                                                                     | 1979                |                     |           |         | Casablanca Record & FilmWorks                                                         | |
| Cash Money Records                              | Vereinigte Staaten     |                                  | Bryan „Baby“ Williams und Ronald „Slim“ Williams                                                  | 1991                |                     |           |         | Universal Motown Records Group                                                        | |
| Castle Communications                           | Vereinigtes Königreich | London                           | Terry Shand, Cliff Dane und Jon Beecher                                                           | 1983                | 2007                |           |         |                                                                                       | |
| Castle Records (Oregon)                         | Vereinigte Staaten     |                                  |                                                                                                   |                     |                     |           |         |                                                                                       | |
| Cat Music                                       | Rumänien               |                                  | Dan Popi                                                                                          | 1991                |                     |           |         |                                                                                       | |
| Catbird Records                                 | Vereinigte Staaten     | New York City                    | Ryan Catbird                                                                                      | 2005                |                     |           |         |                                                                                       | |
| Catfish Records                                 | Vereinigtes Königreich |                                  |                                                                                                   |                     |                     |           |         |                                                                                       | |
| Cause 4 Concern Recordings                      | Vereinigtes Königreich | Guildford                        |                                                                                                   |                     |                     |           |         |                                                                                       | |
| Caustic Eye Productions                         | Vereinigte Staaten     | Charleston                       | Rod Lanham                                                                                        | 2001                |                     |           |         |                                                                                       | |
| Cavalier Records                                | Vereinigte Staaten     |                                  | Tom Spinosa                                                                                       |                     | Erloschen           |           |         |                                                                                       | |
| Cavity Search Records                           | Vereinigte Staaten     | Portland                         | Denny Swofford und Christopher Cooper                                                             | 1992                |                     |           |         |                                                                                       | |
| Cawthron Records                                | Vereinigte Staaten     |                                  | Dunlap J. Cawthron                                                                                | 1959/1960           |                     |           |         |                                                                                       | |
| CBC Records                                     | Kanada                 |                                  |                                                                                                   | 1966                | 2008                |           |         | Canadian Broadcasting Corporation                                                     | |
| CBS Masterworks Records                         | Vereinigte Staaten     |                                  |                                                                                                   | 1927                |                     |           |         | Sony Music                                                                            | Das Label wurde 1927 als Columbia Masterworks Records, Sublabel von Columbia Records gegründet |
| CBS Records                                     | Vereinigte Staaten     |                                  | North American Phonograph Company                                                                 | 1988                |                     |           |         | Sony Music Entertainment                                                              | |
| CCP Records                                     | Österreich             |                                  | Claus Prellinger                                                                                  | 1995                |                     |           |         |                                                                                       | |
| CD-Maximum                                      | Russland               | Moskau                           |                                                                                                   | 1997                |                     |           |         |                                                                                       | |
| Cedille Records                                 | Vereinigte Staaten     | Chicago                          | James Ginsburg                                                                                    | 1989                |                     |           |         | Chicago Classical Recording Foundation                                                | |
| Cee-Jam Records                                 | Vereinigte Staaten     |                                  | John Marascalco                                                                                   | 1963                | 1978                |           |         |                                                                                       | |
| Celestial Recordings                            | Vereinigte Staaten     |                                  | Daddy Kev und Hive                                                                                | 1998                | 2002                |           |         |                                                                                       | |
| Celluloid Records                               | Vereinigte Staaten     | New York City                    | Jean Georgakarakos                                                                                | 1976                | 1989                |           |         |                                                                                       | |
| Celtic Music                                    | Vereinigtes Königreich | Leeds & Harrogate                |                                                                                                   | 1978                | Anfang 2000er Jahre |           |         |                                                                                       | |
| Celtophile Records                              | Vereinigte Staaten     | Danbury                          | Wendy Newton                                                                                      | 1997                |                     |           |         | Green Linnet Records                                                                  | |
| Cement Shoes Records                            | Vereinigte Staaten     | Hollywood                        | Daniel Catullo, Peter Koepke, Jimmy Rollins                                                       | 2006                |                     |           |         |                                                                                       | |
| Cenotaph                                        | Vereinigte Staaten     | Pittsburgh                       |                                                                                                   | 2000                |                     |           |         |                                                                                       | |
| Centaur Records                                 | Vereinigte Staaten     | Baton Rouge                      | Victor Sachse                                                                                     | 1976                |                     |           |         |                                                                                       | |
| Centricity Music                                | Vereinigte Staaten     | Franklin                         |                                                                                                   | 2003                |                     |           |         |                                                                                       | |
| Century Records                                 | Australien             | Redfern                          |                                                                                                   | Ende 1940er Jahre   | Anfang 1950er Jahre |           |         |                                                                                       | |
| Century Media                                   | Deutschland            |                                  | Robert Kampf                                                                                      | 1988                |                     | LC 06975  |         | Sony Music Entertainment                                                              | |
| CG Records                                      | Vereinigte Staaten     |                                  | John Clifford „Cliff“ Garrett                                                                     | 1960                | 1965                |           |         | C. G. Recording Corporation                                                           | |
| Chainsaw Records                                | Vereinigte Staaten     |                                  | Donna Dresch                                                                                      | 1991                |                     |           |         |                                                                                       | |
| Chalfont Records                                | Vereinigte Staaten     | Montgomery                       |                                                                                                   |                     |                     |           |         |                                                                                       | |
| Chalice                                         | Vereinigtes Königreich |                                  | John Balance und Peter Christopherson                                                             | 1998                | Erloschen           |           |         |                                                                                       | |
| Challenge Records                               | Vereinigte Staaten     |                                  |                                                                                                   | 1927                | 1931                |           |         |                                                                                       | Gehörte später zu der American Record Corporation (ARC) |
| Challenge Records (R&R-Label)                   | Vereinigte Staaten     |                                  |                                                                                                   |                     |                     |           |         |                                                                                       | |
| Challenge Records International                 | Niederlande            |                                  | Hein van de Geyn, Anne de Jong und Joost Leijen                                                   | 1994                |                     |           | Website |                                                                                       | |
| Chameleon                                       | Vereinigte Staaten     |                                  | Stephen Powers, Bob Marin und Richard Foos                                                        |                     |                     |           |         |                                                                                       | |
| Chamillitary Entertainment                      | Vereinigte Staaten     | Sugar Land                       | Chamillionaire                                                                                    | 2004                |                     |           |         |                                                                                       | |
| Champion Records                                | Vereinigte Staaten     |                                  |                                                                                                   | 1925                | 1935                |           |         | Gennett Records                                                                       | 1934 wurden Gennett und Champion von der Starr Piano Company, dem Mutterunternehmen Gennetts, an Decca Recordsverkauft.                                                                           |
| Chance Records                                  | Vereinigte Staaten     | Chicago                          | Art Sheridan                                                                                      | 1950                |                     |           |         |                                                                                       | |
| Chancellor Records                              | Vereinigte Staaten     |                                  | Bob Marcucci und Peter DeAngelis                                                                  | 1957                |                     |           |         |                                                                                       | |
| Chandos Records                                 | Vereinigtes Königreich |                                  | Brian Couzens                                                                                     | 1979                |                     |           |         |                                                                                       | |
| Channel Classics Records                        | Niederlande            | Herwijnen                        | C. Jared Sacks                                                                                    | 1990                |                     |           |         |                                                                                       | |
| Chaos Records (schwedisches Label)              | Schweden               | Stockholm                        |                                                                                                   | 1994                | 1995                |           |         | House of Kicks Records                                                                | |
| Chapel Records                                  | Vereinigte Staaten     | Nampa                            |                                                                                                   | 1948                |                     |           |         |                                                                                       | |
| Chappelle and Stinnette Records                 | Vereinigte Staaten     | New York City                    | Thomas E. Chappelle und Juanita Stinnette Chappelle                                               | um 1921             |                     |           |         | C.& S. Phonograph Record Co.                                                          | |
| Chapter Music                                   | Australien             | Northcote (Victoria)             | Guy Blackman                                                                                      | 1992                |                     |           |         |                                                                                       | |
| Chapter ONE                                     | Deutschland            |                                  | Ramin Bozorgzadeh                                                                                 | 2014                |                     |           |         | Universal Music                                                                       | |
| Charged Records                                 | Vereinigte Staaten     |                                  | Jake Kolatis                                                                                      | 1998                |                     |           |         |                                                                                       | |
| Charhizma                                       | Österreich             |                                  | Christof Kurzmann                                                                                 | 1999                |                     |           |         |                                                                                       | |
| Charisma Records                                | Vereinigtes Königreich |                                  | Tony Stratton-Smith                                                                               | 1968                | 1986                |           |         | Universal Music Group                                                                 | Wurde unter dem Namen The Famous Charisma Label gegründet |
| Charly Records                                  | Vereinigtes Königreich |                                  | Jean-Luc Young                                                                                    | 1974                |                     |           |         |                                                                                       | |
| Charnel Music                                   | Vereinigte Staaten     | San Francisco                    | Mason Jones                                                                                       | 1988                |                     |           |         |                                                                                       | |
| Chart Records                                   | Vereinigte Staaten     |                                  | Slim Williamson                                                                                   | 1964                |                     |           |         |                                                                                       | |
| Cheap Records                                   | Österreich             |                                  | Patrick Pulsinger und Erdem Tunakan                                                               | 1993                |                     | LC 20601  | Website |                                                                                       | |
| Checker Records                                 | Vereinigte Staaten     |                                  | Phil Chess, Leonard Chess                                                                         | 1952                | 1971                | LC 00155  |         | Chess Records                                                                         | |
| Checkered Seagull                               | Vereinigte Staaten     |                                  | We Are Scientists                                                                                 |                     |                     |           |         |                                                                                       | |
| Cheeky Records                                  | Vereinigtes Königreich | London                           | Rollo Armstrong                                                                                   | 1991                |                     |           |         | Sony Music Entertainment                                                              | |
| Cheetah Records                                 | Vereinigte Staaten     | Orlando                          | Tom Reich                                                                                         | 1988                |                     |           |         |                                                                                       | |
| Cheiron Records                                 | Schweden               | Kungsholmen                      | Denniz PoP und Tom Talomaa                                                                        | 1992                |                     |           |         |                                                                                       | |
| Chelsea Records                                 | Vereinigte Staaten     |                                  | Wes Farrell                                                                                       | 1972                | 1977                |           |         | Sony Music Entertainment                                                              | |
| Chemikal Underground                            | Vereinigtes Königreich | Glasgow                          | The Delgados                                                                                      | 1994                |                     |           |         |                                                                                       | |
| Cherry Red Records                              | Vereinigtes Königreich |                                  | Iain McNay, Richard Jones                                                                         | 1978                |                     | LC 6730   |         |                                                                                       | |
| CherryDisc Records                              | Vereinigte Staaten     | Boston                           |                                                                                                   | Mitte 1990er Jahre  | Ende 1990er Jahre   |           |         |                                                                                       | |
| Cherrytree Records                              | Vereinigte Staaten     |                                  | Martin Kierszenbaum                                                                               | 2005                |                     |           |         | Bis 2012 in den USA: Interscope Records. Seit 2005 im Vereinigten Königreich: Polydor | |
| Chesky Records                                  | Vereinigte Staaten     | New York City                    | David Chesky und Norman Chesky                                                                    | 1986                |                     |           |         |                                                                                       | |
| Chess Records                                   | Vereinigte Staaten     |                                  | Phil Chess, Leonard Chess                                                                         | 1950                | 1975                | LC 00156  |         |                                                                                       | |
| Cheyenne Records                                | Deutschland            | München                          | Holger Roost-Macias                                                                               | 2000                |                     | LC 11622  |         |                                                                                       | |
| Ché Trading                                     | Vereinigtes Königreich | London                           | Vinita Joshi und Nick Allport                                                                     |                     |                     |           |         |                                                                                       | |
| Chi Sound Records                               | Vereinigte Staaten     |                                  | Carl Davis                                                                                        | 1976                |                     |           |         |                                                                                       | |
| Chiaroscuro Records                             | Vereinigte Staaten     |                                  | Hank O’Neal                                                                                       | 1973                |                     |           |         |                                                                                       | Ist inzwischen im Besitz der WVIA Public Media. |
| Chic Records                                    | Vereinigte Staaten     |                                  | Chic Thompson                                                                                     | 1956                |                     |           |         |                                                                                       | |
| Chichūkai Label                                 | Japan                  | Tokio                            |                                                                                                   | 2003                |                     |           |         | Up-Front Works Co. Ltd.                                                               | |
| Chief Records                                   | Vereinigte Staaten     | Chicago                          | Mel London                                                                                        | 1957                |                     |           |         |                                                                                       | |
| Chimney Sweep Records                           | Vereinigte Staaten     | Blacksburg                       | Ben Peebles und Josh Peebles                                                                      | 2004                |                     |           |         |                                                                                       | |
| Chimperator Productions                         | Deutschland            |                                  | Sebastian Andrej Schweizer, Christian Schädle und Steffen Wendelstein                             | 1999                |                     |           |         |                                                                                       | |
| China Record Corporation                        | Volksrepublik China    | Peking                           |                                                                                                   | 1949                |                     |           |         |                                                                                       | |
| China Records                                   | Vereinigtes Königreich |                                  | Derek Green                                                                                       | 1984                |                     |           |         | Warner Brothers Records                                                               | Die Gesellschaft wurde 1998 von Warner Brothers Records übernommen |
| Chinderwält                                     | Schweiz                | Pfeffingen BL                    |                                                                                                   | 2002                |                     |           | Website |                                                                                       | |
| Chiswick Records                                | Vereinigtes Königreich | London                           | Ted Carroll, Roger Armstrong und Trevor Churchill                                                 | 1975                | 1985                | LC 4658   |         |                                                                                       | |
| Chlyklass                                       | Schweiz                |                                  |                                                                                                   |                     |                     |           |         |                                                                                       | |
| Chocodog Records                                | Vereinigte Staaten     |                                  | Gene Ween und Dean Ween                                                                           | 2001                |                     |           |         |                                                                                       | |
| Chocolate City Music                            | Nigeria                | Lagos                            | Audu Maikori, Paul Okeugo und Yahaya Maikori                                                      | 2005                |                     |           |         |                                                                                       | |
| Chocolate City Records                          | Vereinigte Staaten     |                                  | Cecil Holmes                                                                                      | 1975                |                     |           |         | Casablanca Record & FilmWorks                                                         | |
| Cilem Records                                   | Deutschland            | Augsburg                         | Ayhan Uslu                                                                                        | 1980                |                     | LC 52952  | Website | CILEM RECORDS INTERNATIONAL UG ( Haftungsbeschränkt)                                  | CILEM RECORDS INTERNATIONAL UG ( Haftungsbeschränkt) |
| Chocolate Frog Records                          | Vereinigtes Königreich |                                  | Derek William Dick                                                                                | 2001                |                     |           |         |                                                                                       | |
| Chopper City Records                            | Vereinigte Staaten     | Metairie                         | Christopher N. Dorsey                                                                             | 2003                |                     |           |         | Warner Music Group                                                                    | |
| Christhunt Productions                          | Deutschland            |                                  | Marco Martin                                                                                      | 1996                |                     |           |         |                                                                                       | |
| Chrysalis Records                               | Vereinigtes Königreich |                                  | Chris Wright, Terri Ellis                                                                         | 1969                |                     |           |         | Warner Music Group                                                                    | |
| Chunksaah Records                               | Vereinigte Staaten     | Asbury Park                      | The Bouncing Souls                                                                                | 1993                |                     |           |         |                                                                                       | |
| CI Records                                      | Vereinigte Staaten     | Lancaster                        | Jeremy Weiss                                                                                      | 1989                |                     |           |         |                                                                                       | |
| CIMP                                            | Vereinigte Staaten     |                                  | Robert Rusch                                                                                      | 1996                |                     |           |         | Cadence Jazz Records                                                                  | |
| Cinematic Music Group                           | Vereinigte Staaten     |                                  | Johnny Shipes                                                                                     | 2007                |                     | LC 06667  |         |                                                                                       | |
| Cinepoly Records                                | Hongkong               | Hongkong                         |                                                                                                   | 1985                |                     |           |         | Universal Music Group                                                                 | |
| Cinevox                                         | Italien                |                                  |                                                                                                   | 1966                |                     |           |         |                                                                                       | |
| Cinnamon Toast Records                          | Kanada                 | Halifax                          | Walter Forsythe, Lee Ann Gillan, Shawn Duggan, Colin MacKenzie, Robert Jeans und Miroslav Wiesner | 1992                |                     |           |         |                                                                                       | |
| Circle Records                                  | Vereinigte Staaten     |                                  | Rudi Blesh, Harriet Janis                                                                         | 1946                | 1952                | LC 05421  |         |                                                                                       | |
| Circle Records                                  | Deutschland            |                                  | Rudolf Kreis                                                                                      | 1978                | 1980er Jahre        |           |         |                                                                                       | |
| Citinite                                        | Vereinigtes Königreich | London                           |                                                                                                   | 2006                |                     |           |         |                                                                                       | |
| City Centre Offices                             | Vereinigtes Königreich |                                  | Shlom Sviri, Thaddeus Herrmann                                                                    | 1998                |                     |           |         |                                                                                       | |
| City Records                                    | Serbien                |                                  |                                                                                                   | 1997                |                     |           |         | Pink Media Group                                                                      | |
| City Slang                                      | Deutschland            |                                  | Christof Ellinghaus                                                                               | 1990                |                     |           |         |                                                                                       | |
| Claddagh Records                                | Irland                 |                                  | Garech Browne und Ivor Browne                                                                     | 1959                |                     |           |         |                                                                                       | |
| Classic production osnabrück                    | Deutschland            |                                  | Gerhard Georg Ortmann                                                                             | 1986                |                     |           |         |                                                                                       | |
| Classics                                        | Frankreich             |                                  | Gilles Petard                                                                                     | 1989                |                     |           |         |                                                                                       | |
| Claves Records                                  | Schweiz                |                                  | Marguerite Dütschler-Huber                                                                        | 1968                |                     |           |         |                                                                                       | |
| Clay Records                                    | Vereinigtes Königreich | Stoke-on-Trent                   | Mike Stone                                                                                        | 1980                |                     |           |         |                                                                                       | |
| Clean Feed Records                              | Portugal               | Lissabon                         | Pedro Costa                                                                                       | 2001                |                     |           | Website |                                                                                       | |
| Clean-up Records                                | Vereinigtes Königreich | London                           | Derek Birkett                                                                                     | 1985                |                     |           |         | Spiderleg Records                                                                     | |
| Clef Records                                    | Vereinigte Staaten     |                                  | Norman Granz                                                                                      | 1946                | 1956                |           |         |                                                                                       | |
| Cleopatra Records                               | Vereinigte Staaten     | Los Angeles                      | Brian Perera                                                                                      | 1992                |                     |           |         |                                                                                       | |
| Cleveland International Records                 | Vereinigte Staaten     | Willoughby                       | Steve Popovich                                                                                    | 1977                |                     |           |         |                                                                                       | |
| Click New Wave                                  | Spanien                |                                  | Mario Mendoza und „Cocó“ Revilla                                                                  | 2002                |                     |           |         |                                                                                       | |
| Clickpop Records                                | Vereinigte Staaten     | Bellingham                       | Paul Turpin und Dave Richards                                                                     |                     |                     |           |         |                                                                                       | |
| CLJ Records                                     | Deutschland            | Nürnberg                         |                                                                                                   | 2006                |                     |           |         | Colosseum Music Entertainment                                                         | |
| Clockwork Entertainment                         | Vereinigte Staaten     |                                  | Debbie Hammond                                                                                    | 1997                |                     |           |         | Clockwork Entertainment                                                               | |
| Clover Records                                  | Vereinigte Staaten     |                                  |                                                                                                   | 1920er Jahre        | Erloschen           |           |         |                                                                                       | |
| CLS Records                                     | Ungarn                 | Budapest                         |                                                                                                   | 2002                |                     |           |         |                                                                                       | |
| Clubbo Records                                  | Vereinigte Staaten     |                                  | Elise Malmberg und Joe Gore                                                                       | 2004                |                     |           |         |                                                                                       | |
| CMC International                               | Vereinigte Staaten     |                                  | Tom Lipsky                                                                                        | 1991                | 2007                |           |         |                                                                                       | |
| CMP Records                                     | Deutschland            |                                  |                                                                                                   | 1977                |                     |           |         |                                                                                       | Das Label wurde 1997 verkauft. Eine Zeit lang im Vertrieb von Edel Contraire (Hamburg) sind Alben dieses Labels von wenigen Ausnahmen abgesehen nur als Restbestände erhältlich.                  |
| Cobblestone Records                             | Vereinigte Staaten     | New York City                    | Joe Fields                                                                                        | 1972                |                     |           |         | Buddha Records                                                                        | |
| Cobra Records                                   | Vereinigte Staaten     |                                  | Eli Toscano                                                                                       | 1956                | 1959                |           |         |                                                                                       | |
| Cocaine Coke Boy City Records                   | Vereinigte Staaten     |                                  |                                                                                                   | 1968/1969           | Anfang 1970er Jahre |           |         | Buddah Records                                                                        | |
| Cock Rock Disco                                 | Vereinigte Staaten     |                                  | Jason Forrest                                                                                     | 2000                |                     |           |         |                                                                                       | |
| Coconut Records                                 | Deutschland            |                                  | Tony Hendrik und Karin Hartmann                                                                   | 1981                |                     |           |         |                                                                                       | |
| Cocoon Recordings                               | Deutschland            |                                  | Sven Väth                                                                                         | 2000                |                     |           |         |                                                                                       | |
| Codex Music                                     | Schweiz                | Aarau                            |                                                                                                   | 2017                |                     |           |         |                                                                                       | |
| Coed Records                                    | Vereinigte Staaten     |                                  | George Paxton und Marvin Cane                                                                     | 1958                | 1965                |           |         |                                                                                       | |
| Cogumelo Records                                | Brasilien              |                                  |                                                                                                   | 1985                |                     |           |         |                                                                                       | |
| Col legno (Plattenlabel)                        | Österreich             |                                  | Wulf Weinmann                                                                                     | 1980er Jahre        |                     |           |         |                                                                                       | |
| Cold Chillin’ Records                           | Vereinigte Staaten     |                                  | Marley Marl                                                                                       | 1986                | 1998                |           |         |                                                                                       | |
| Cold Meat Industry                              | Schweden               |                                  | Roger Karmanik und Peter Andersson                                                                | 1987                |                     |           |         |                                                                                       | |
| Cold Spring                                     | Vereinigtes Königreich |                                  | Justin Mitchell                                                                                   | 1990                |                     |           |         |                                                                                       | |
| Colgems Records                                 | Vereinigte Staaten     |                                  |                                                                                                   | 1966                | 1971                |           |         | Columbia-Screen Gems und RCA Victor                                                   | |
| Collectables Records                            | Vereinigte Staaten     | West Conshohocken (Pennsylvania) | Jerry Greene und Nina Greene                                                                      | 1980                |                     |           |         |                                                                                       | |
| Collins Classics                                | Vereinigtes Königreich |                                  |                                                                                                   | 1989                | 1998                |           |         |                                                                                       | |
| Colonial Records                                | Vereinigte Staaten     | Chapel Hill                      | Orville Campbell                                                                                  |                     |                     |           |         |                                                                                       | |
| Colortone Records                               | Vereinigte Staaten     |                                  | Enoch Light                                                                                       |                     | 1959                |           |         |                                                                                       | |
| Colpix Records                                  | Vereinigte Staaten     |                                  | Jonie Taps und Harry Cohn                                                                         | 1958                | 1966                |           |         |                                                                                       | |
| Columbia Graphophone Company                    | Vereinigtes Königreich |                                  | Columbia Phonograph                                                                               | 1922                |                     |           |         |                                                                                       | |
| Columbia Masterworks Records                    | Vereinigte Staaten     | New York City                    |                                                                                                   | 1924                | 1980                |           |         | Columbia Records                                                                      | |
| Columbia Music Entertainment                    | Japan                  |                                  |                                                                                                   | 2002                |                     |           |         |                                                                                       | |
| Columbia Records                                | Vereinigte Staaten     |                                  | North American Phonograph Company                                                                 | 1988                |                     |           |         | Sony Music Entertainment                                                              | Gehört seit 1988 dem Major-Label Sony Music Entertainment an |
| Combat Records                                  | Vereinigte Staaten     |                                  |                                                                                                   |                     |                     |           |         | Important Record Distributors                                                         | |
| Come Organisation                               | Vereinigtes Königreich |                                  | William Bennett                                                                                   | 1979                |                     |           |         |                                                                                       | |
| Comedy Central Records                          | Vereinigte Staaten     | New York City                    | Jack Vaughn Junior                                                                                | 2002                |                     |           |         | Viacom                                                                                | |
| Command Performance Records                     | Vereinigte Staaten     |                                  | Enoch Light                                                                                       | 1959                | Erloschen           |           |         |                                                                                       | |
| Command Records                                 | Vereinigte Staaten     |                                  | Enoch Light                                                                                       | 1959                | Erloschen           |           |         |                                                                                       | |
| Commodore Records                               | Vereinigte Staaten     |                                  | Milt Gabler                                                                                       | 1938                |                     |           |         |                                                                                       | |
| Compadre Records                                | Vereinigte Staaten     | Houston                          |                                                                                                   | 2001                |                     |           |         |                                                                                       | |
| Compass Records                                 | Vereinigte Staaten     | Nashville                        | Garry West und Alison Brown                                                                       | 1995                |                     |           |         |                                                                                       | |
| Composers Recordings, Inc.                      | Vereinigte Staaten     | New York City                    | Otto Luening, Douglas Moore und Oliver Daniel,                                                    | 1954                |                     |           |         |                                                                                       | |
| Compost Records                                 | Deutschland            |                                  | Michael Reinboth                                                                                  | 1994                |                     |           |         |                                                                                       | |
| Concept Records                                 | Vereinigtes Königreich | London                           |                                                                                                   | 1999                |                     |           |         |                                                                                       | |
| Concert Artist Recordings                       | Vereinigtes Königreich | Royston (Hertfordshire)          | William Barrington-Coupe                                                                          | 1952                |                     |           |         |                                                                                       | |
| Concord Music Group                             | Vereinigte Staaten     |                                  | Carl Jefferson                                                                                    | 1973                |                     |           |         |                                                                                       | Das Label hieß zuvor Concord Records |
| Concord Records                                 | Vereinigte Staaten     |                                  | Carl Jefferson                                                                                    | 1973                |                     |           |         |                                                                                       | 1999 wurde das Label von Hal Gaba und dem Fernsehproduzenten Norman Lear übernommen. 2004 kauften sie Fantasy Records und 2005 Telarc Records. Das Unternehmen nennt sich nun Concord Music Group |
| Concrete Jungle Records                         | Deutschland            |                                  |                                                                                                   | 2004                |                     | LC 19169  |         |                                                                                       | |
| Congress Records                                | Vereinigte Staaten     |                                  | Neil Galligan und Bob Davie                                                                       | 1962                | 1970                |           |         |                                                                                       | |
| Connoisseur Society                             | Vereinigte Staaten     | West Winfield (New York)         | E. Alan Silver und James Goodfriend                                                               | 1961                |                     |           |         |                                                                                       | |
| Conqueror Records                               | Vereinigte Staaten     |                                  |                                                                                                   | 1926                | 1942                |           |         |                                                                                       | Conqueror Records gehörte zuerst zur Plaza Music Company, später wurden sie Mitglied in der American Record Corporation                                                                           |
| Consouling Sounds                               | Belgien                | Gent                             | Mike Keirsbilck                                                                                   | 2008                |                     |           |         |                                                                                       | |
| Conspiracy Music                                | Vereinigte Staaten     |                                  | Monte J. Robison und Taylor Robison                                                               | 1999                |                     |           |         | Robison Records Limited                                                               | |
| Constantinople Records                          | Vereinigte Staaten     |                                  | Billy Corgan                                                                                      | 2000                |                     |           |         |                                                                                       | |
| Constellation Records (US-amerikanisches Label) | Vereinigte Staaten     |                                  | Bill Sheppard, Ewart Abner und Art Sheridan                                                       | 1963                |                     |           |         |                                                                                       | |
| Contemode                                       | Japan                  | Tokio                            | Nakata Yasutaka                                                                                   | 2003                | 2012                |           |         |                                                                                       | |
| Contemporary Records                            | Vereinigte Staaten     |                                  | Lester Koenig                                                                                     | 1951                |                     |           |         |                                                                                       | |
| Continental Records                             | Vereinigte Staaten     |                                  | Donald H. Gabor                                                                                   | 1942                |                     |           |         |                                                                                       | |
| Conträr Musik                                   | Deutschland            |                                  |                                                                                                   | 1993                |                     |           |         |                                                                                       | |
| Cook Records                                    | Vereinigte Staaten     |                                  | Emory Cook                                                                                        | 1952                | 1966                |           |         |                                                                                       | |
| Cooking Vinyl                                   | Vereinigtes Königreich |                                  | Martin Goldschmidt, Peter Lawrence                                                                | 1986                |                     | LC 7180   |         |                                                                                       | |
| Cooltempo Records                               | Vereinigtes Königreich |                                  |                                                                                                   |                     |                     |           |         | EMI Group                                                                             | |
| Cope Records                                    | Dänemark               |                                  |                                                                                                   | 1999                |                     |           |         |                                                                                       | |
| Copenhagen Records                              | Dänemark               | Kopenhagen                       | Jakob Sørensen, Nick Foss, Mik Christensen und Christian Backman                                  | 2004                |                     |           |         | Universal Music Group                                                                 | |
| Copper Creek Records                            | Vereinigte Staaten     | Roanoke                          | Gary Reid                                                                                         | 1978                |                     |           |         |                                                                                       | |
| Coral Records                                   | Vereinigte Staaten     |                                  |                                                                                                   | 1940er Jahre        |                     |           |         | Decca Records                                                                         | |
| Cordless Recordings                             | Vereinigte Staaten     |                                  | Jac Holzman                                                                                       | 2005                |                     |           |         | Warner Music Group                                                                    | |
| Cornerstone RAS                                 | Vereinigte Staaten     | Long Beach                       | Michael „Miguel“ Happoldt und Bradley Nowell                                                      | 1990                |                     |           |         |                                                                                       | |
| Coronet Records                                 | Australien             | Sydney                           |                                                                                                   | Anfang 1950er Jahre | 1962                |           |         |                                                                                       | |
| Corporate Punishment Records                    | Vereinigte Staaten     | Los Angeles                      | Thom Hazaert und Eric Nielsen                                                                     | 2004                |                     |           |         |                                                                                       | |
| Corpus Christi Records                          | Vereinigtes Königreich |                                  | Crass und John Loder                                                                              |                     |                     |           |         |                                                                                       | |
| Corwood Industries                              | Vereinigte Staaten     | Houston                          |                                                                                                   | 1978                |                     |           |         |                                                                                       | |
| Cosmos Music Group                              | Schweden               |                                  |                                                                                                   | 2001                |                     |           |         |                                                                                       | Das Label bildete sich 2001 aus einem Zusammenschluss der Plattenfirmen Amigo und Bonnier Music.                                                                                                  |
| Cotillion Records                               | Vereinigte Staaten     | New York City                    |                                                                                                   | 1968                | 1985                |           |         | Warner Music Group                                                                    | |
| Couch Fort Records                              | Vereinigte Staaten     | Chicago                          |                                                                                                   | 2002                | 2005                |           |         |                                                                                       | |
| Count Your Lucky Stars Records                  | Vereinigte Staaten     |                                  | Keith Latinen und Cathy Latinen                                                                   | 2007                |                     |           |         |                                                                                       | |
| Country Turtle Records                          | Vereinigte Staaten     | New York City                    | Don Kent                                                                                          | 1970er Jahre        | Erloschen           |           |         |                                                                                       | |
| Cowboy Records                                  | Vereinigte Staaten     | Philadelphia                     | Buddy DeSylva und Johnny Mercer                                                                   | 1942                |                     |           |         |                                                                                       | |
| Coyote Records                                  | Russland               | Moskau                           |                                                                                                   | 2003                |                     |           | Website |                                                                                       | |
| Cozmo records                                   | Deutschland            | Nürnberg                         | André Raffi Gasser                                                                                | 2019                |                     | LC 91333  |         |                                                                                       | |
| CP Records                                      | Kanada                 | Toronto                          | Wassim „SAL“ Slaiby und Belly                                                                     | 2002                |                     |           |         |                                                                                       | |
| Crammed Discs                                   | Belgien                | Brüssel                          | Marc Hollander                                                                                    | 1980                |                     |           |         |                                                                                       | |
| Crank! Records                                  | Vereinigte Staaten     |                                  | Jeff Matlow                                                                                       | 1994                |                     |           |         |                                                                                       | |
| Crapoulet Records                               | Frankreich             | Marseille                        | Olivier Crapoulet                                                                                 | 1998                |                     |           | Website |                                                                                       | |
| Crash Music                                     | Vereinigte Staaten     | Phoenix                          | Mark Nawara                                                                                       | 2001                | 2009                |           |         |                                                                                       | |
| Crass Records                                   | Vereinigtes Königreich |                                  | Crass                                                                                             | 1978                |                     |           |         |                                                                                       | |
| Crave Records                                   | Vereinigte Staaten     |                                  | Mariah Carey                                                                                      | 1997                | 1998                |           |         | Sony Music Entertainment                                                              | |
| CRD Records                                     | Vereinigtes Königreich | Truro                            | Graham Pauncefort                                                                                 | 1965                |                     |           |         |                                                                                       | |
| Cream Records                                   | Vereinigte Staaten     |                                  | Al Bennett                                                                                        | 1970                |                     |           |         |                                                                                       | |
| Creation Records                                | Vereinigtes Königreich |                                  | Alan McGee, Dick Green, Joe Foster                                                                | 1983                | 2000                |           |         |                                                                                       | |
| Creative Vibes                                  | Australien             | Sydney                           | Gordon Henderson, Heidi Pasqual und Peter Pasqual                                                 | 1994                |                     |           |         |                                                                                       | |
| Creative Works Records                          | Schweiz                |                                  | Mike Wider                                                                                        | 1983                |                     |           |         |                                                                                       | |
| Credential Recordings                           | Vereinigte Staaten     | Nashville                        |                                                                                                   |                     |                     |           |         | Universal Music Group                                                                 | |
| Creeping Bent                                   | Vereinigtes Königreich | Glasgow                          | Douglas MacIntyre                                                                                 | 1994                |                     |           |         |                                                                                       | |
| Creole Records                                  | Vereinigtes Königreich |                                  |                                                                                                   | Mitte 1970er Jahre  | Anfang 1980er Jahre |           |         |                                                                                       | |
| Crescent City Records                           | Vereinigte Staaten     | New Orleans                      |                                                                                                   |                     |                     |           |         |                                                                                       | |
| Crescent Records                                | Vereinigte Staaten     |                                  | Nesuhi Ertegun                                                                                    | 1944                | 1946                |           |         |                                                                                       | |
| Centricity Music                                | Vereinigte Staaten     | Franklin (Tennessee)             |                                                                                                   | 2003                |                     |           |         |                                                                                       | |
| Cricket Records                                 | Vereinigte Staaten     |                                  | Cy Leslie                                                                                         | 1953                |                     |           |         | Pickwick Records                                                                      | |
| Criminal IQ Records                             | Vereinigte Staaten     | Chicago                          | Jon Babbin und Darius Hurley                                                                      | 2003                |                     |           |         |                                                                                       | |
| Criminal Records                                | Vereinigtes Königreich |                                  |                                                                                                   | 2004                |                     |           |         |                                                                                       | |
| Crimson Records                                 | Vereinigte Staaten     |                                  | Jerry Greene und Jerry Blavat                                                                     | Anfang 1960er Jahre | Ende 1960er Jahre   |           |         |                                                                                       | |
| Cris Morena Group                               | Argentinien            |                                  | María Cristina De Giacomi                                                                         | 2002                |                     |           |         |                                                                                       | |
| Crispy Crust Records                            | Deutschland            | München                          | Drunken Masters und ESKEI83                                                                       | 2014                |                     | LC 51628  | Website |                                                                                       | |
| Criss Cross Jazz                                | Niederlande            |                                  | Gerry Teekens                                                                                     | 1981                |                     |           |         |                                                                                       | |
| Cristal Records                                 | Frankreich             |                                  | Éric Debègue                                                                                      | 1996                |                     |           |         |                                                                                       | |
| Croatia Records                                 | Kroatien               |                                  |                                                                                                   | 1990                |                     |           |         |                                                                                       | Die Ursprünge des Labels gehen bis ins Jahr 1924 zurück. Ursprünglich hieß es bis 1938 Edison – Bell, danach Elektron, von 1947 bis 1990 Jugoton                                                  |
| CrossCut Records                                | Deutschland            |                                  | Detlev Hoegen                                                                                     | 1981                |                     | LC 08059  |         |                                                                                       | |
| Crunchy Frog Records                            | Dänemark               | Kopenhagen                       | Thau                                                                                              | 1994                |                     |           |         |                                                                                       | |
| Crusade Enterprises                             | Vereinigte Staaten     | Flora, Illinois                  | Ray Harris                                                                                        | 1959                |                     |           |         |                                                                                       | |
| Crustacean Records                              | Vereinigte Staaten     | Madison                          | Chris Langkamp                                                                                    | 1994                |                     |           |         |                                                                                       | |
| Cruz del Sur Music                              | Italien                |                                  |                                                                                                   | 2003                |                     |           |         |                                                                                       | |
| Cruz Records                                    | Vereinigte Staaten     |                                  | Greg Ginn                                                                                         | 1987                | Erloschen           |           |         | SST Records                                                                           | |
| Crydamoure                                      | Frankreich             |                                  | Guy-Manuel de Homem-Christo und Eric “Rico” Chedeville                                            | 1997                |                     |           |         |                                                                                       | |
| Crying Sun Records                              | Australien             | Sydney                           | Radio Birdman                                                                                     | 1996                |                     |           |         |                                                                                       | |
| Crypt Records                                   | Deutschland            | Hamburg                          | Tim Warren                                                                                        | 1983                |                     |           |         |                                                                                       | |
| Cryptogramophone                                | Vereinigte Staaten     |                                  | Jeff Gauthier                                                                                     | 1998                |                     |           |         |                                                                                       | |
| CTI Records                                     | Vereinigte Staaten     |                                  |                                                                                                   | 1967                |                     |           |         | A&M Records                                                                           | Das Label wurde 1967 als Unterlabel vom A&M Records gegründet |
| Cub Records                                     | Vereinigte Staaten     |                                  | Loews Incorporated                                                                                | 1958                | 1968                |           |         |                                                                                       | |
| Cube Entertainment                              | Südkorea               |                                  | Hong Seung-sung                                                                                   | 2005                |                     |           |         |                                                                                       | |
| Cube Records                                    | Vereinigtes Königreich |                                  | David Platz                                                                                       | 1972                |                     |           |         |                                                                                       | |
| Cuca Records                                    | Vereinigte Staaten     | Sauk City                        | James Kirchstein                                                                                  | 1959                |                     |           |         |                                                                                       | |
| CUE Records                                     | Deutschland            |                                  |                                                                                                   | 1990                |                     |           |         |                                                                                       | |
| CUES RECORDING                                  | Deutschland            | Berlin                           | Max van der Rose                                                                                  | 1983                |                     | LC02869   |         |                                                                                       | |
| Culburnie Records                               | Vereinigte Staaten     |                                  | Alasdair Fraser                                                                                   |                     |                     |           |         |                                                                                       | |
| Cult Records                                    | Vereinigte Staaten     | New York City                    | Julian Casablancas                                                                                | 2009                |                     |           |         | Website                                                                               | |
| Culture Press                                   | Vereinigtes Königreich |                                  |                                                                                                   |                     |                     |           |         |                                                                                       | |
| Cumberland Records                              | Vereinigte Staaten     | Nashville                        | Mark Howard, Alisa Jones und Ron Wall                                                             | 1988                |                     |           |         |                                                                                       | |
| Cuneiform Records                               | Vereinigte Staaten     |                                  | Steve Feigenbaum                                                                                  | 1984                |                     |           |         |                                                                                       | |
| Curb Records                                    | Vereinigte Staaten     |                                  | Mike Curb                                                                                         | 1964                |                     |           |         |                                                                                       | Das Label wurde unter dem Namen Sidewalk Records |
| Curtom Records                                  | Vereinigte Staaten     |                                  | Curtis Mayfield und Eddie Thomas                                                                  | 1968                | 1980                |           |         | Warner Music Group                                                                    | |
| Curves Music                                    | Niederlande            | Amsterdam                        | Lars Curfs                                                                                        | 2011                |                     |           |         |                                                                                       | Wurde in Digital Distribution Netherlands (DDN) umbenannt |
| Curzweyhl                                       | Deutschland            |                                  | Christian Wallhäuser-Krekel                                                                       |                     |                     | LC 12355  |         | Ominamedia                                                                            | |
| Custard Records                                 | Vereinigte Staaten     |                                  | Linda Perry                                                                                       | 2003                |                     |           |         |                                                                                       | |
| Cutting Edge                                    | Japan                  | Tokio                            |                                                                                                   | 1993                |                     |           |         | Avex Group                                                                            | |
| Cvlminis                                        | Russland               | Moskau                           |                                                                                                   | 2011                |                     |           |         | Rigorism Production                                                                   | |
| Cybele Records                                  | Deutschland            | Düsseldorf                       | Ingo Schmidt-Lucas                                                                                | 1994                |                     |           |         |                                                                                       | |
| Cyclone Empire                                  | Deutschland            |                                  |                                                                                                   | 1996                |                     |           |         |                                                                                       | |
| Cypress Records                                 | Vereinigte Staaten     |                                  |                                                                                                   | 1988                | 1990                |           |         |                                                                                       | |
| Czar Entertainment                              | Vereinigte Staaten     |                                  | James Rosemond                                                                                    |                     |                     |           |         |                                                                                       | |
| Czyz Records                                    | Vereinigte Staaten     |                                  | Marshall Chess                                                                                    | 1999                |                     |           |         |                                                                                       | |